# Letinac
Letinac ist eine Ortschaft in der Gespanschaft Lika-Senj in Kroatien mit 222 Einwohnern. Die Ortschaft gehört zur Gemeinde Brinje, von deren Hauptort sie 8 km entfernt liegt.

## Geographie
Letinac liegt im Norden der landwirtschaftlich geprägten Lika, im südöstlichen Teil der Gemeinde Brinje. Die Ortsgemarkung grenzt an die Dörfer Lipice, Glibodol, Križpolje, Brinje, Drenov Klanac, Glavace und Dabar.

## Persönlichkeiten

### Söhne und Töchter des Ortes
- Damir Karakaš – Schriftsteller und Karikaturist